# Metanogenesi
La metanogenesi è la produzione di metano operata principalmente da parte di un gruppo di microrganismi appartenenti al regno degli archei, un gruppo tassonomico filogeneticamente distinto sia dagli eucarioti che dai batteri, anche se molti organismi metanogeni vivono in stretta associazione con batteri anaerobici. La produzione di metano è un'importante e diffusa forma di metabolismo microbico in molti ambienti naturali, ed è la fase finale del processo di decomposizione della biomassa.

## Biochimica della metanogenesi
La metanogenesi negli Archea è una forma di respirazione anaerobica. Gli archei metanogeni infatti, non utilizzano l'ossigeno come accettore finale di elettroni nella respirazione cellulare, in quanto questo gas è addirittura tossico per questi organismi. Al posto dell'ossigeno, questi organismi usano come accettore finale di elettroni, un substrato carbonioso ossidato di basso peso molecolare, come, ad esempio, il biossido di carbonio. Essi sono organismi anaerobi obbligati e chemiotrofi Gli elettroni, provenienti dall'ossidazione dell'idrogeno, dopo aver attraversato la catena di trasporto degli elettroni producono un gradiente protonico ed energia sotto forma di ATP e vengono infine ceduti al substrato carbonioso accettore di elettroni che, alla fine, viene convertito in metano.
I substrati carboniosi impiegati come accettori di elettroni, al termine della catena di trasporto degli elettroni, sono classificabili in tre gruppi:
- Substrati del tipo CO2
  - anidride carbonica CO2;
  - monossido di carbonio CO;
  - formiato HCOO-;
- Substrati metilici
  - metanolo CH3OH;
  - metilammina, dimetilammina e trimetilammina (CH3)nNH4-n+;
  - metilmercaptano CH3SH;
  - dimetilsolfuro (CH3)2S;
- Substrati acetici:
  - acetato CH3COO-;
  - piruvato CH3COCOO-;

Seguono le formule chimiche che descrivono l'uso di biossido di carbonio e acido acetico come accettori terminali di elettroni:
CO2 + 4 H2 → CH4 + 2H2O
CH3COOH → CH4 + CO2
Nella figura di seguito viene mostrato il processo della metanogenesi a partire dal biossido di carbonio.

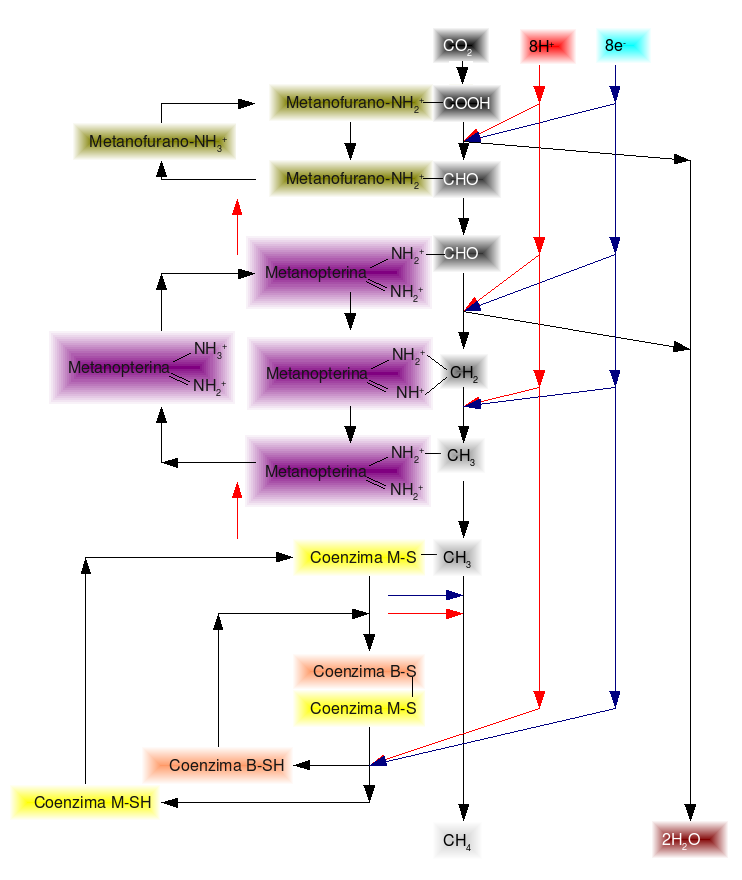
Schema del processo di metanogenesi

La biochimica della metanogenesi è relativamente complessa e coinvolge numerosi cofattori: coenzima F430, coenzima F420, coenzima B, coenzima M, metanofurano e metanopterina. Le prime due sono molecole adibite al trasporto di elettroni (come il NAD), mentre le restanti legano il carbonio accettore di elettroni durante il processo: metanofurano e metanopterina legano il carbonio con i doppietti elettronici non condivisi dei gruppi amminici, mentre i coenzimi B ed M usano i loro gruppi solfuro.
La metanogenesi avviene durante la fase finale del decadimento della materia organica. Durante tale processo gli elettroni recettori (ossigeno, ferro, solfato, nitrati e manganese) si esauriscono, mentre si accumula idrogeno (H2), diossido di carbonio e materiale organico prodotto dalla fermentazione. Durante gli stadi avanzati del decadimento della materia organica, tutti gli accettori di elettroni si esauriscono a eccezione del diossido di carbonio. Tale composto chimico è un prodotto di molti processi catabolici.
La fermentazione e la metanogenesi possono avvenire in assenza di elettroni accettori all'infuori del carbonio. Solo la fermentazione permette la scomposizione della maggior parte dei composti organici. La metanogenesi effettivamente rimuove i prodotti semi-finali di decadimento: idrogeno, composti organici, e diossido di carbonio. Senza il processo di metanogenesi, negli ambienti anaerobici il carbonio presente si accumulerebbe.

## Organismi capaci di metanogenesi
I microbi metanogeni non possiedono nucleo e gli organelli non eseguono salti di membrana (caratteristica degli organismi procarioti). I metanogeni sono considerati un gruppo di organismi molto antico e membri degli archei.
Gli archei metanogeni possono essere osservati solo in ambienti privi di ossigeno, soprattutto nella materia organica in decomposizione, nelle paludi, nel tratto digestivo degli animali, e nei sedimenti acquatici. La metanogenesi avviene anche in aree dove l'ossigeno e la materia organica in decomposizione sono entrambi assenti, per esempio, nel rumine dei ruminanti, nell'intestino degli esseri umani, sotto la superficie terrestre nei giacimenti petroliferi e sotto la superficie del mare a grandi profondità, soprattutto presso i particolari ecosistemi prodotti dalle canne idrotermali.
In un recente studio, la metanogenesi, è stata individuata anche in alcuni batteri aerobi gram negativi del genere Acidovorax capaci di trasformare metilammina in metano 

## Sfruttamento della metanogenesi
La metanogenesi è utile alla comunità umana, infatti, attraverso di essa, i rifiuti organici possono essere convertiti in biogas sfruttabile come fonte energetica di calore o di elettricità.

## Metanogenesi inversa
La metanogenesi utilizza anche metano come substrato in congiunzione con la riduzione del solfato e del nitrato.

## Emissioni di metano dalle piante
È stato rilevato che le foglie delle piante emettono metano in certe condizioni. Tuttavia, ciò non è dovuto a un meccanismo biochimico di metanogenesi non ancora identificato interno alle piante, come era stato inizialmente proposto, ma piuttosto alla captazione dalle radici delle piante di acqua contenente metano, prodotto da batteri in condizioni micro-aerobiche negli strati inferiori del suolo, e alla sua successiva traspirazione dall'apparato fogliale; l'emissione di metano è inoltre dovuta alla spontanea degradazione del materiale vegetale che si verifica principalmente in presenza d'intense radiazioni ultraviolette o di calore.